# Oude Tongen
Oude Tongen is een Nederlandse film uit 1994. De film had zijn debuut op het Rotterdams filmfestival. De internationale titel is Old Tongues.
De film is gebaseerd op de kinderpornozaak in Oude Pekela uit 1987. De zaak veroorzaakte enorme paniekaanvallen van ouders, die dachten dat hun kinderen misbruikt werden door verklede clowns.

## Verhaal
CDA-minister Does bezoekt het artsenkoppel Jannie en Peter in het dorpje Oude Tongen. Ze worden ingelicht over een mogelijke kinderpornoaffaire binnen het dorp, maar moeten dit voorlopig geheimhouden. Echter, het verhaal komt toch uit, waarna de spanning tot een hoogtepunt komt op het jaarlijkse dorpsfeest.

## Rolverdeling
| Acteur                    | Personage              |
| ------------------------- | ---------------------- |
| Mark Rietman              | Jan Ligt               |
| Catherine ten Bruggencate | Jannie Ligt            |
| Pierre Bokma              | Richard Delavita       |
| Jacques Commandeur        | Karel Klein            |
| Kitty Courbois            | Sitske Sake            |
| Joop Admiraal             | Burgemeester Joop Sake |
| Peter Oosthoek            | Does                   |
| Hans Kesting              | Agent Berg             |
| Marieke Heebink           | Anja Muis              |
| Peggy Jane de Schepper    | Aziatische vrouw       |
| Titus Muizelaar           | Otto Groen             |
| Kietje Sewrattan          | prostituee             |